# Daniela Krupska
Daniela Janina Krupska z domu Okólska (ur. 3 stycznia 1925 w Turaszówce, zm. 4 marca 2008 w Krakowie) – harcerka, łączniczka Kedywu AK, socjolog, pedagog, w latach 1959–1979 kierowniczka Poradni Społeczno-Wychowawczej w Krakowie. W 1969 roku otrzymała Order Uśmiechu. Podczas wojny używała pseudonimów Kora i Roma.

## Życiorys
Córka Zygmunta Okólskiego (1880–1962). W 1937 rozpoczęła naukę w II Gimnazjum im. Kopernika w Krośnie, a małą maturę zdała tamże dopiero po wojnie, w 1945. Studiowała początkowo polonistykę, a potem przeniosła się na socjologię na Uniwersytecie Jagiellońskim. Działała w Bratniej Pomocy Studentów UJ. Po studiach pracowała w liceach: w Charsznicy, sanatorium w Zakopanem, Sanatorium w Rabsztynie. W latach 1957–1958 pracowała w referacie kształcenia instruktorów w Głównej Kwaterze Harcerstwa w Warszawie, potem w roku szkolnym 1958–1959 w Państwowym Domu Dziecka w Michalinie pod Warszawą. 
Po przeniesieniu do Krakowa w latach 1959–1979 pełniła funkcję dyrektora Poradni Wychowawczo-Zawodowej im. Janusza Korczaka (początkowo Poradni Społeczno-Wychowawczej). Poradnia została otwarta przez Towarzystwo Przyjaciół Dzieci w październiku 1958 roku na os. Stalowym w Nowej Hucie. W październiku 1974 roku Poradnia przeniosła się na os. Szkolne 27. W latach 60. XX wieku była to jedyna poradnia tego typu na terenie Krakowa. W 1969 przyznano jej Order Uśmiechu nr 4. 
Zmarła w Krakowie, pochowana na cmentarzu Rakowickim (kwatera LXXIV-10-7).

## Działalność
W gimnazjum należała do 2 Drużyny Harcerek im. Królowej Jadwigi. Ukończyła kurs obsługi polowej centrali telefonicznej i w pierwszych dniach II wojny światowej dyżurowała w Punkcie Pogotowia Harcerek. Podczas okupacji niemieckiej działała w Szarych Szeregach organizując Komendę Hufca, kursy sanitarne i łączności. Używała pseudonimów: Kora i Roma. Ponieważ kopalnia nafty, w której pracował jej ojciec, znajdowała się na uboczu, Komenda Hufca została przeniesiona do jej domu. Należy do ZWZ. Zbiera informacje wojskowe. W 1943 została przeniesiona do obsługi Inspektoratu AK Podkarpacie. Jako łączniczka uczestniczy w przygotowaniach do Akcji Burza. W 1944 roku wyjeżdża do Jaszczwi. Po wkroczeniu Armii Czerwonej ukrywa się. Podczas studiów współpracuje z WiN i jest członkiem Krakowskiej Chorągwi Harcerek. Po przejściu na emeryturę działa w podziemnej Solidarności. 

## Ordery i odznaczenia
- 1990: Krzyż Armii Krajowej (Londyn)
- 1987: Krzyż „Za Zasługi dla ZHP” z Rozetą i Mieczami
- 1983: Krzyż Partyzancki
- 1982: Krzyż „Za Zasługi dla ZHP”
- 1980: Krzyż Kawalerski Orderu Odrodzenia Polski
- 1978: Medal Komisji Edukacji Narodowej
- 1975: Złota Odznaka „Za Pracę Społeczną dla miasta Krakowa”[9]
- 1975: Złoty Krzyż Zasługi
- 1970: Srebrny Krzyż Zasługi[10]
- 1969: Order Uśmiechu[7]
- 1965: Odznaka „Budowniczy Nowej Huty”[11]

Źródło:.